# Vincent Aboubakar
Vincent Aboubakar   (Yaoundé, 22 de gener de 1992) és un futbolista camerunès de la dècada de 2010.
Fou internacional amb la selecció de futbol del Camerun amb la qual participà en la Copa del Món de futbol de 2010 i 2014.
Pel que fa a clubs, destacà a Valenciennes FC, FC Lorient, FC Porto i Beşiktaş JK.

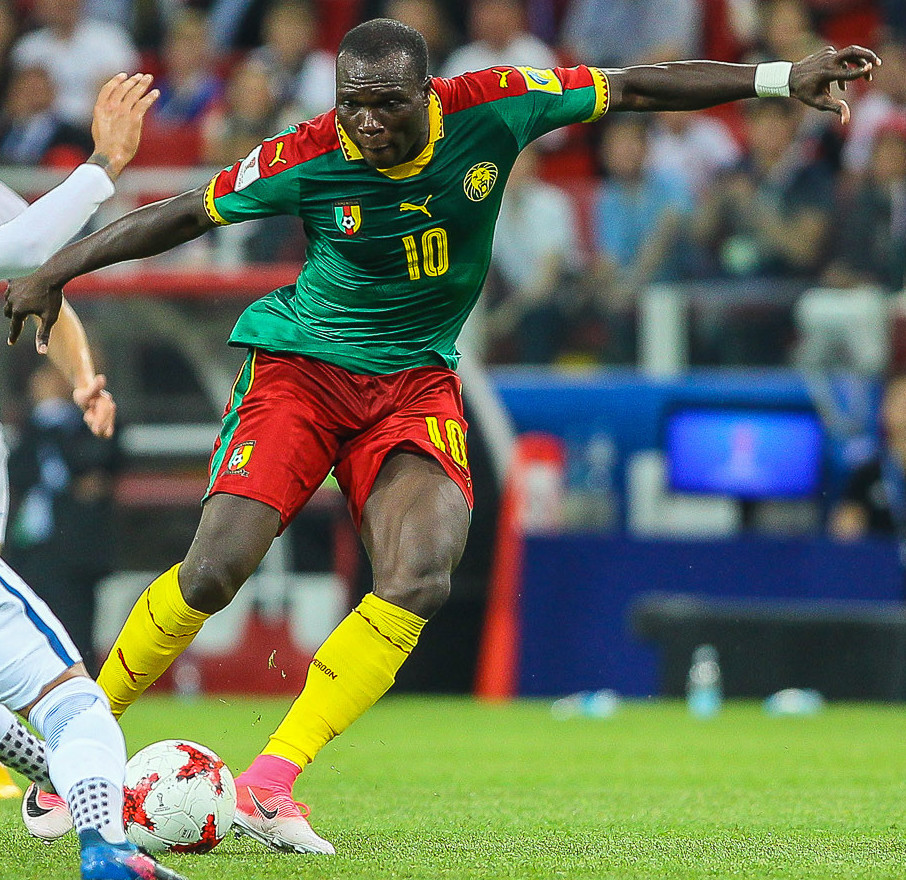
Aboubakar a la Copa Confederacions de 2017.